# Baracksziget
A Baracksziget vagy Barackliget (eredeti címe Marhuľový ostrov) szlovák romantikus filmdráma. 2011-ben mutatták be, rendezője Peter Bebjak. A Dél-Szlovákiában, a Csallóközben, Komárom környékén játszódó történet szereplőit túlnyomórészt magyar színészek alakítják. A forgatókönyvet Peter Lipovský írta, a film zenéjét Juraj Dobrakov és Szarka Tamás szerezte.
A rendezésre 2006-ban Eszenyi Enikőt is felkérték (ebben az időben több színházi rendezése volt Pozsonyban, illetve Prágában), ami végül nem valósult meg.

## Cselekmény
|  | Alább a cselekmény részletei következnek! |

A Pozsonyban élő Babika megtalálja álmai férfiát, azonban csak péntekenként találkozhatnak, amikor a férfi a városban dinnyét árul. Amikor egyszer nem jön el, Babika elindul és eljut arra a helyre, egy csallóközi tanyára, ahol a férfi él, és találkozik annak két felnőtt fiával. Bár a béke szigetét keresi, a hely nem mindig biztosítja ezt. A történetben hangsúlyos a magyarok és szlovákok együttélése, de azt nem politikai síkon kezeli.

## Szereplők
A Dél-Szlovákiában játszódó történet szereplőit túlnyomórészt magyar színészek alakítják.
| Színész          | Karakter |
| ---------------- | -------- |
| Tóbiás Szidi     | Babika   |
| Cserhalmi György |          |
| Mokos Attila     | Lajcsi   |
| Nádasdi Péter    | Jancsi   |
| Molnár Xénia     |          |
| Dráfi Mátyás     |          |